# Saint-Michel-de-Saint-Geoirs
Saint-Michel-de-Saint-Geoirs là một xã của tỉnh Isère, thuộc vùng Rhône-Alpes, đông nam nước Pháp.
```
st-michel-de-st-geoirs.fr
```